# پترون
پترون (به انگلیسی: Petron) شرکت نفت و گاز فیلیپینی است، که در زمینه تولید نفت خام و گاز طبیعی، همچنین پالایش نفت و تولید بنزین و محصولات پتروشیمی فعالیت می‌کند و به‌عنوان بزرگترین پالایشگر فیلیپین شناخته می‌شود.
شرکت پترون در سال ۱۹۳۳ توسط شرکت‌های نفتی آمریکایی؛ استاندارد اویل نیوجرسی و موبیل تأسیس شد. تا سال ۲۰۰۸ شرکت ملی نفت فیلیپین و شرکت سعودی آرامکو هر یک ۴۰ درصد از سهام این شرکت را در اختیار داشتند. هم‌اکنون ۵۱ درصد از سهام پترون متعلق به شرکت سان میگل و ۴۰ درصد از سهام این شرکت نیز در اختیار گروه اشمور می‌باشد.
دفتر مرکزی شرکت پترون در شهر ماکاتی، فیلیپین قرار دارد و بخشی از سهام آن در بازار بورس اوراق بهادار فیلیپین معامله می‌شود. شرکت پترون هم‌اکنون در حدود یک‌سوم از ظرفیت تولید نفت فیلیپین را به خود اختصاص داده است.